# Камберленд (округ, Північна Кароліна)
Шаблон:StateAbbr_ 35°03′ пн. ш. 78°50′ зх. д. / 35.05° пн. ш. 78.83° зх. д.
Округ Камберленд (англ. Cumberland County) — округ (графство) у штаті Північна Кароліна, США. Ідентифікатор округу 37051.

## Історія
Округ утворений 1754 року.

## Демографія
За даними перепису
2000 року
загальне населення округу становило 302963 осіб, зокрема міського населення було 264306, а сільського — 38657.
Серед мешканців округу чоловіків було 153221, а жінок — 149742. В окрузі було 107358 домогосподарств, 77656 родин, які мешкали в 118425 будинках.
Середній розмір родини становив 3,11.
Віковий розподіл населення поданий у таблиці:
| Стать    | До 15 років | 15-21 | 22-29 | 30-39 | 40-49 | 50-65 | 65-85 | Понад 85 |
| -------- | ----------- | ----- | ----- | ----- | ----- | ----- | ----- | -------- |
| Чоловіки | 36723       | 20737 | 25124 | 25318 | 19422 | 16464 | 8953  | 480      |
| Жінки    | 35377       | 15791 | 19913 | 24725 | 20891 | 19083 | 12561 | 1401     |

## Виноски
1. ↑  U.S. Decennial Census. United States Census Bureau. Архів оригіналу за 26 квітня 2015. Процитовано 13 січня 2015.
2. ↑  Historical Census Browser. University of Virginia Library. Архів оригіналу за 12 грудня 2009. Процитовано 13 січня 2015.
3. ↑  Forstall, Richard L., ред. (27 березня 1995). Population of Counties by Decennial Census: 1900 to 1990. United States Census Bureau. Архів оригіналу за 3 березня 2015. Процитовано 13 січня 2015.
4. ↑  Census 2000 PHC-T-4. Ranking Tables for Counties: 1990 and 2000 (PDF). United States Census Bureau. 2 квітня 2001. Архів оригіналу (PDF) за 18 грудня 2014. Процитовано 13 січня 2015.
5. ↑  State & County QuickFacts. United States Census Bureau. Архів оригіналу за 9 липня 2011. Процитовано 18 жовтня 2013.(англ.) Наведено за англійською вікіпедією.
6. ↑  American FactFinder. Бюро перепису населення США. Архів оригіналу за 29 липня 2011. Процитовано 31 січня 2008.

| США | Це незавершена стаття з географії США. Ви можете допомогти проєкту, виправивши або дописавши її. |